# Ryszard Filipiak
Ryszard Filipiak (ur. 1932, zm. 20 lutego 2016 w Łodzi) – polski hokeista i trener.
Zawodnik grający na pozycji napastnika. Wychowanek ŁKS-u Łódź, którego barwy reprezentował w latach 1947–1963 z przerwą na grę w Legii Warszawa, wynikającą z obowiązku służby wojskowej. Należał do czołowych napastników w kraju. W 1959 roku zajął drugie miejsce w klasyfikacji najlepszych strzelców. W tym samym roku wraz z łódzką drużyną wywalczył brązowy medal mistrzostw Polski. 
Po zakończeniu kariery zawodniczej został trenerem ŁKS-u. W klubie pracował przeszło 20 lat, trzykrotnie będąc jego pierwszym szkoleniowcem. W sezonie 1970/1971 zajął ze swoimi podopiecznymi 3. miejsce na koniec rozgrywek.
Zmarł 20 lutego 2016 roku w Łodzi.